# Liang Yushuai
Liang Yushuai (en chino: 梁育帅; 10 de septiembre de 2000) es un deportista chino que compite en taekwondo.
Participó en los Juegos Olímpicos de París 2024, obteniendo una medalla de bronce en la categoría de –68 kg.
Ganó una medalla de oro en el Campeonato Mundial de Taekwondo de 2022 y una medalla de plata en el Campeonato Asiático de Taekwondo de 2022. En los Juegos Asiáticos de 2022 obtuvo  una medalla de bronce en la categoría de –63 kg.

## Palmarés internacional
| Juegos Olímpicos    | Juegos Olímpicos          | Juegos Olímpicos  | Juegos Olímpicos |
| Año                 | Lugar                     | Medalla           | Categoría        |
| ------------------- | ------------------------- | ----------------- | ---------------- |
| 2024                | París (Francia)           | Medalla de bronce | –68 kg           |
| Campeonato Mundial  |                           |                   |                  |
| Año                 | Lugar                     | Medalla           | Categoría        |
| 2022                | Guadalajara (México)      | Medalla de oro    | –63 kg           |
| Juegos Asiáticos    |                           |                   |                  |
| Año                 | Lugar                     | Medalla           | Categoría        |
| 2022                | Hangzhou (China)          | Medalla de bronce | –63 kg           |
| Campeonato Asiático |                           |                   |                  |
| Año                 | Lugar                     | Medalla           | Categoría        |
| 2022                | Chuncheon (Corea del Sur) | Medalla de plata  | –63 kg           |